# We Were So Wrong (album)
We were so wrong – pierwszy studyjny album polskiego zepspołu Besides, wydany w 2013 roku.

## Lista utworów[1]
1. „At night” - 04:22
2. „Beyond” - 05:31
3. „Monochromatic” - 05:16
4. „Linnet's flight” - 06:02
5. „Undone” - 05:00
6. „We were so wrong!” - 04:49
7. „Calm” - 06:59
8. „May I take you home?” - 06:32
9. „Deprived of” - 05:03
10. „Strand” - 07:06

## Twórcy[1]
- Paweł Kazimierczak - gitara
- Piotr Świąder–Kruszyński - gitara
- Artur Łebecki - gitara basowa
- Bartłomiej Urbańczyk - perkusja